# Dolní Jílovky
Dolní Jílovky je název mělkého lesního rybníka nalézajícího se asi 3 km severozápadně od města Lázně Bohdaneč u silnice I/36 vedoucí do Chlumce nad Cidlinou.
Rybník je v současnosti využíván pro chov rybího plůdku. Spolu s přilehlými rybníky Horní Jílovky, Tichý rybník, Rozhrna a Skříň tvoří významnou ornitologickou oblast vodního ptactva.

## Galerie

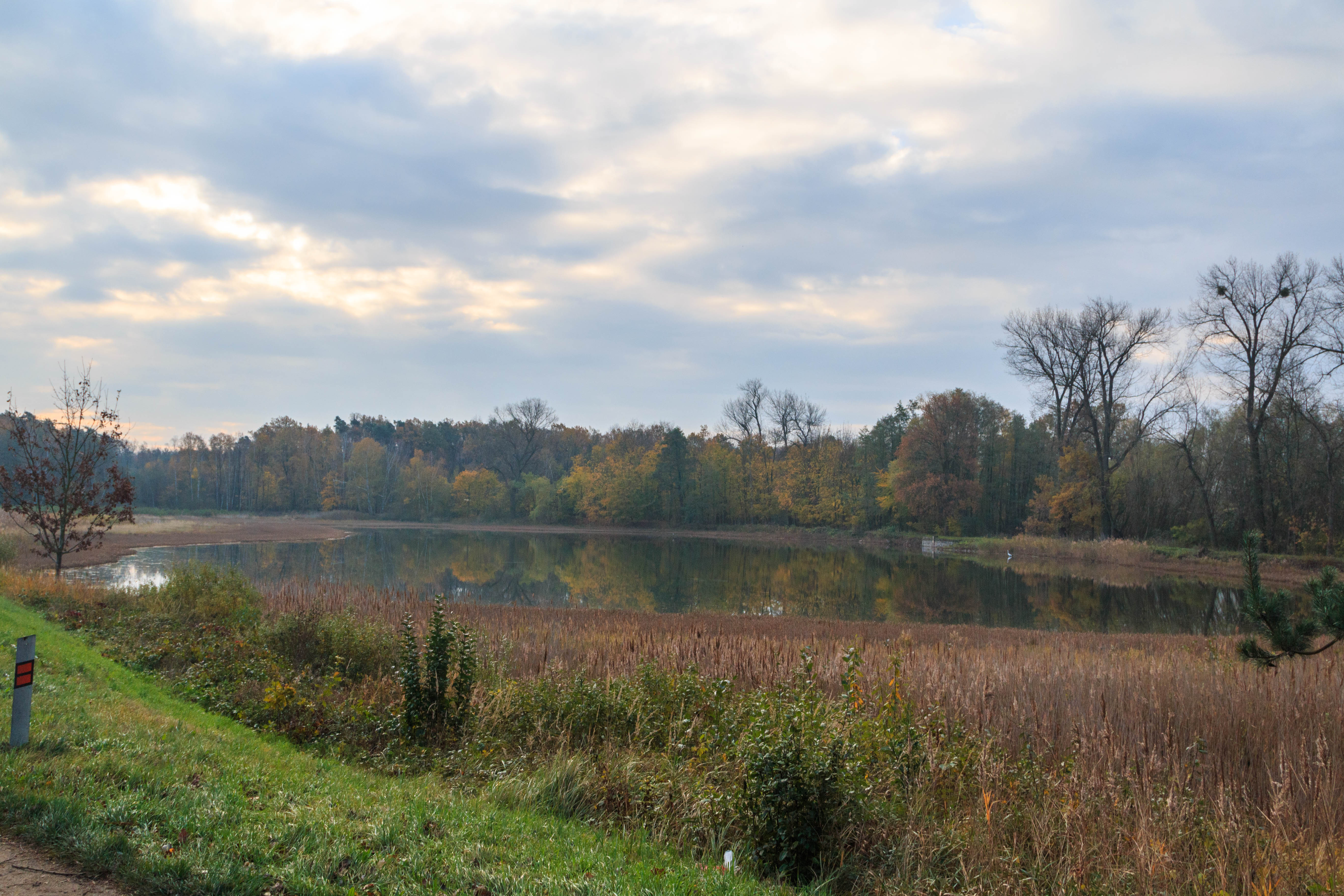
Rybník Dolní Jílovka
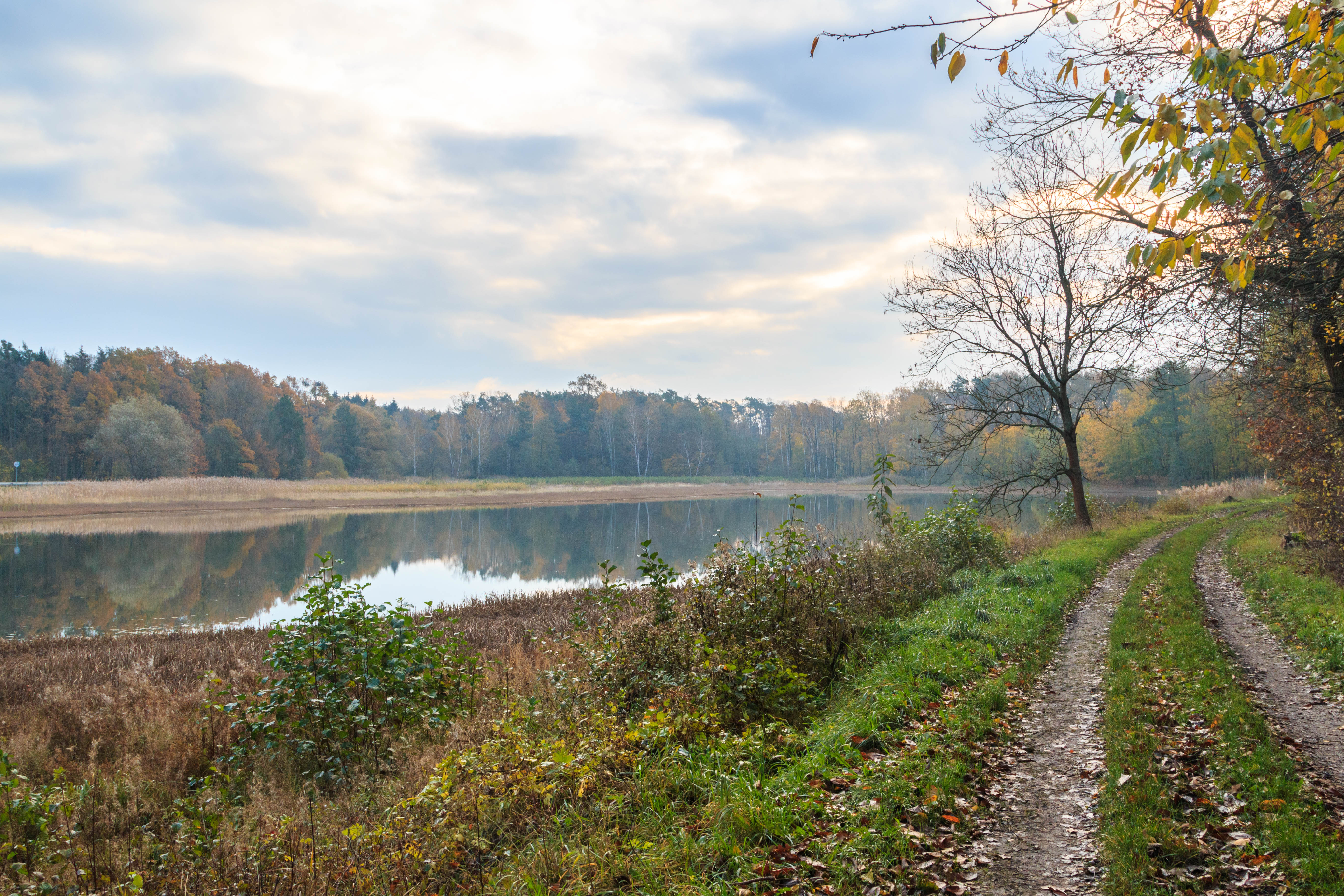
Rybník Dolní Jílovka
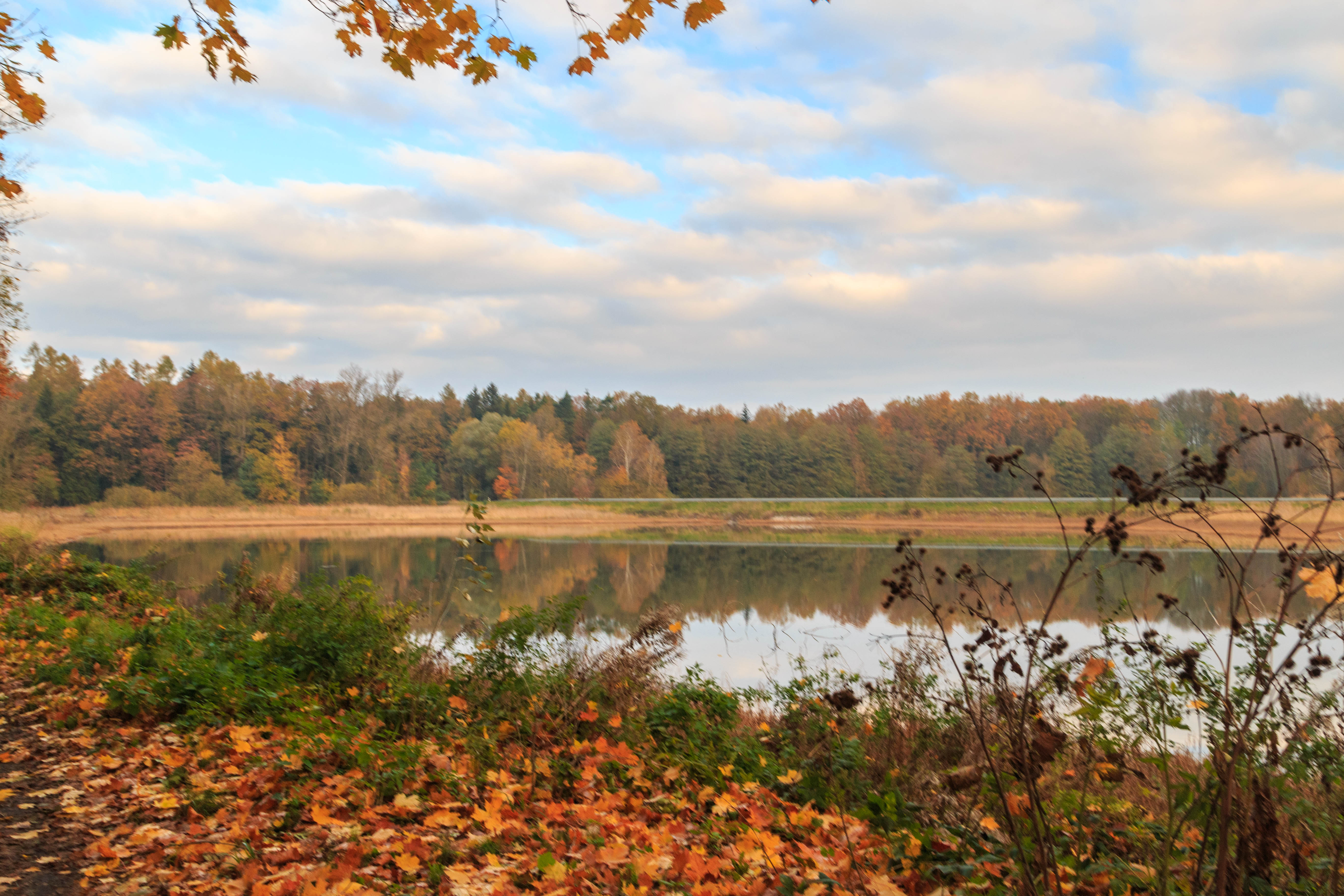
Rybník Dolní Jílovka
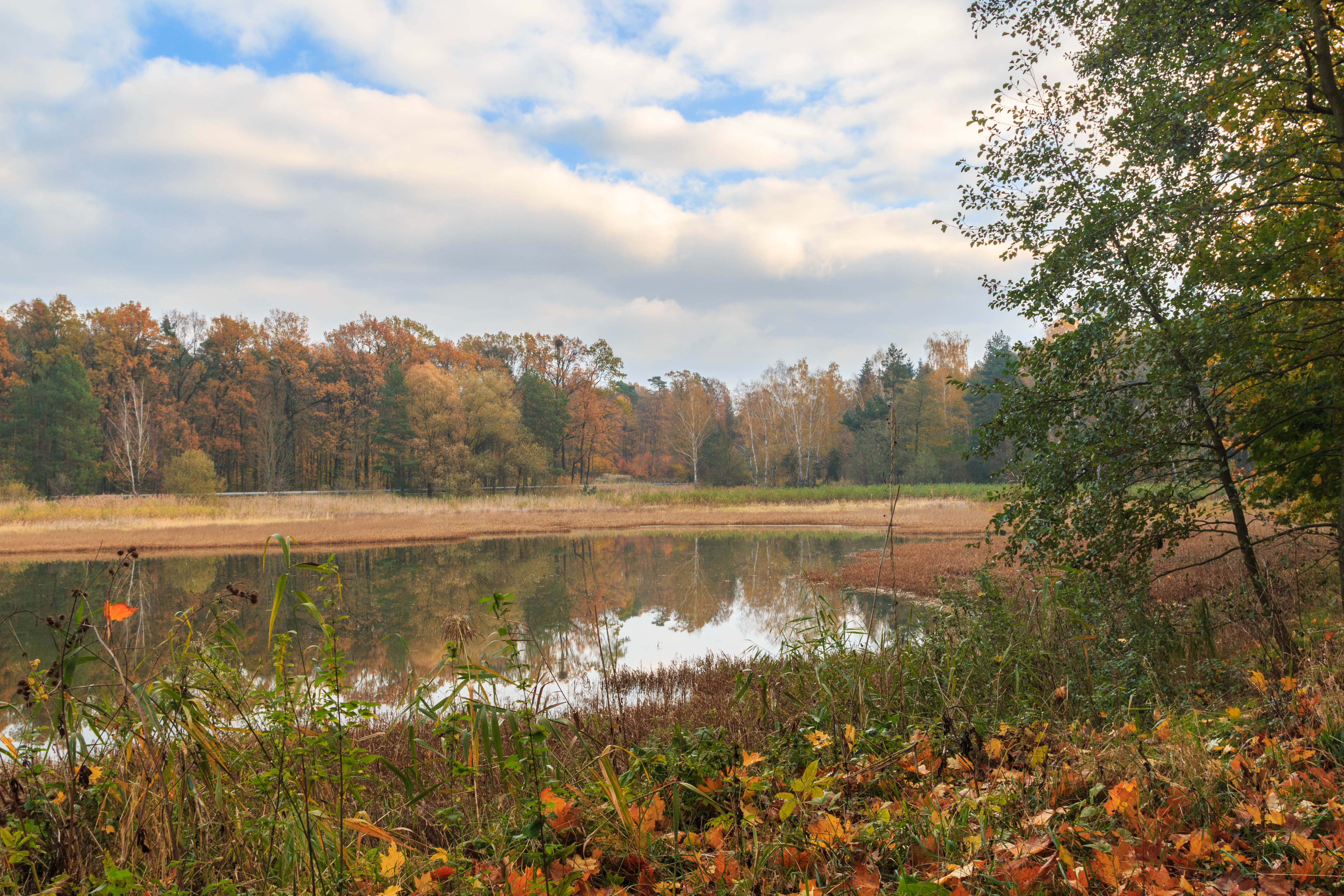
Rybník Dolní Jílovka